# Bassaniodes lalandei
Bassaniodes lalandei is een spinnensoort uit de familie van de krabspinnen (Thomisidae).
De wetenschappelijke naam van de soort werd in 1826 als Thomisus lalandii gepubliceerd door Jean Victor Audouin.